# Franck Olivier
Claude Vangansbeck, beter bekend als Franck Olivier (Gozée, 26 augustus 1948 – Montigny-le-Tilleul, 8 november 2021) was een Belgisch zanger.

## Biografie
Franck Olivier raakte bekend bij het grote publiek toen hij door de Luxemburgse openbare omroep aangesteld werd om Luxemburg te vertegenwoordigen op het Eurovisiesongfestival 1985, samen met Margo, Diane, Ireen, Malcolm en Chris. Met Children, Kinder, enfants eindigde Luxemburg op de dertiende plaats.
Olivier overleed op 73-jarige leeftijd in het ziekenhuis van Montigny-le-Tilleul aan de gevolgen van leverkanker.